# Championnat du monde masculin de volley-ball des moins de 19 ans 1999
Navigation
Téhéran 1997 Le Caire 2001
Le 6e Championnat du monde masculin de volley-ball des moins de 19 ans a été organisé en Arabie saoudite et s'est déroulé du 16 au 24 septembre 1999.

## Distinctions
- Meilleur marqueur : Ernando Gomez  Venezuela
- Meilleur attaquant : Semen Poltavsky  Russie
- Meilleur contreur : Sharahily Yahia A.M.  Arabie saoudite
- Meilleur serveur : Semen Poltavsky  Russie
- Meilleur passeur : Al-Bahrani Khaleel H.S.  Arabie saoudite
- Meilleur défenseur : Al Rajeh Khlel M.  Arabie saoudite
- Meilleur réceptionneur : Al Rajeh Khlel M.  Arabie saoudite

## Classement final
| Place              | Équipe                 |
| ------------------ | ---------------------- |
| Médaille d'or      | Russie                 |
| Médaille d'argent  | Venezuela              |
| Médaille de bronze | Pologne                |
| 4                  | Arabie saoudite        |
| 5                  | Ukraine                |
| 6                  | Corée du Sud           |
| 7                  | Brésil                 |
| 8                  | République tchèque     |
| 9                  | Chine                  |
| 9                  | France                 |
| 9                  | Japon                  |
| 9                  | Turquie                |
| 13                 | Algérie                |
| 13                 | République dominicaine |
| 13                 | Mexique                |
| 13                 | Slovaquie              |